# Mogens Berg
Mogens Berg (født 8. juni 1944) er en dansk tidligere fodboldspiller, der spillede professionelt for den skotske klub Dundee United. 
Han fik sin debut i landsholdssammenhæng som U/19-landsholdsspiller, da han startede inde og scorede et mål i 4-3-sejren over Sverige den 16. juni 1961. Han spillede otte kampe og scorede et mål for Danmarks fodboldlandshold.

## Titler
- DBU Pokalen:
  - Vinder (2): 1962, 1971
- 1. division:
  - Vinder (1):  1964